# Ludivine Dedonder
Ludivine Dedonder (Doornik, 17 maart 1977) is een Belgisch politica voor de PS. Tussen donderdag 1 oktober 2020 en maandag 3 februari 2025 was zij Belgisch minister van Defensie. Ze was de eerste vrouwelijke minister van Defensie ooit in België.

## Levensloop
Dedonder studeerde in 2000 af als handelsingenieur aan de Universiteit Luik. Na haar studies ging ze van 2000 tot 2001 aan de slag als logistiek assistent van de universiteit. Van 2000 tot 2001 werkte ze eveneens als radiopresentatrice bij Fréquence wallonie en van 2001 tot 2002 was ze sportjournaliste bij de RTBF. Ook presenteerde ze van 2002 tot 2006 het sportnieuws op de regionale televisiezender No Télé.
Van 2002 tot 2006 werkte Dedonder als adviseur op het kabinet van Michel Daerden, toenmalig minister in de Waalse Regering. In 2006 werd ze voor de PS verkozen tot gemeenteraadslid van Doornik en van 2006 tot 2019 was ze schepen van de stad, van december 2006 tot december 2012 was Dedonder bevoegd voor Burgerlijke Stand, Sociale Zaken, Gezondheid, Gezin en Derde Leeftijd en van december 2012 tot december 2018 voor Handel, Economische Ontwikkeling, Gehandicaptenbeleid, Gezondheidspreventie en Toerisme en van december 2018 tot september 2019 voor Burgerlijke Stand, Sociale Zaken, Gezondheid, Derde Leeftijd, Gehandicaptenbeleid en Toerisme. Om zich op deze functie te richten besliste ze haar beroepsactiviteiten volledig op te zeggen. Tevens was ze er van 2014 tot 2019 voorzitter van de afvalintercommunale Ipalle.
Bij de federale verkiezingen van mei 2019 werd Dedonder vanop de tweede plaats van de Henegouwse PS-lijst verkozen in de Kamer van volksvertegenwoordigers. Ze besloot hierdoor ontslag te nemen als schepen van Doornik. Dedonder bleef in de Kamer zetelen tot in oktober 2020. Van 2019 tot 2020 was ze daarnaast co-voorzitter van de PS-federatie van Waals-Picardië.   
Op 1 oktober 2020 werd Dedonder in de regering-De Croo aangesteld tot federaal minister van Defensie, waarmee ze de eerste vrouw was die deze functie uitoefende. Dedonder wilde naar eigen zeggen vooral inzetten op tewerkstelling binnen het leger en vindt dat Defensie een sociale taak heeft in het opleiden van jongeren.
Tijdens de zaak-Jürgen Conings in 2021, waarbij een militair die verdacht werd van rechts-extremisme, wapens had gestolen en op de vlucht was geslagen, nam Dedonder maatregelen tegen rechts-extremisme bij de Belgische Defensie. Elf militairen die door de inlichtingendienst van het leger gevolgd worden voor connecties met extreemrechts, kregen geen toegang meer tot de wapendepots en gevoelige informatie. In de zaak bleken echter ook fouten te zijn gemaakt bij de opvolging van de militair door het leger en werd belastende informatie over de militair op een gebrekkige wijze doorgegeven. Hierdoor diende uiteindelijk het hoofd van de militaire inlichtingendienst ADIV op te stappen.
Bij de federale verkiezingen van juni 2024 kreeg Dedonder opnieuw de tweede plaats op de PS-Kamerlijst in Henegouwen en werd ze opnieuw verkozen in de Kamer. Dedonder was er van juli tot september 2024 voorzitter van de commissie Gezondheid en Gelijke Kansen. In februari 2025 nam ze deze functie opnieuw op na het aflopen van haar mandaat als minister. 

## Privé
Haar partner Paul-Olivier Delannois, met wie ze samenwoont en een kind kreeg, is burgemeester van Doornik en zetelde van 2014 tot 2019 ook in de Kamer.